# 12447 Yatescup
12447 Yatescup este un asteroid din centura principală de asteroizi.

## Descriere
12447 Yatescup este un asteroid din centura principală de asteroizi. A fost descoperit pe 4 decembrie 1996 la Kitt Peak National Observatory în cadrul proiectului Spacewatch. Asteroidul prezintă o orbită caracterizată de o semiaxă mare de 2,16 ua, o excentricitate de 0,21 și o înclinație de 5,4° în raport cu ecliptica.